# Challenge Cup (rugby à XV)
Challenge européen de rugby à XV
Pour les articles homonymes, voir Challenge Cup.
La Challenge Cup (anciennement Challenge européen de rugby à XV) est la deuxième compétition interclubs de rugby à XV disputée en Europe, après la Champions Cup. Elle est principalement ouverte aux clubs d'Angleterre, de France, du pays de Galles, d'Irlande, d'Écosse et d'Italie, et plus épisodiquement à ceux d'Espagne, du Portugal, de Roumanie, de Russie et de Géorgie.
Depuis la saison 2022-2023, des franchises sud-africaines, membres du United Rugby Championship ou invités par l'EPCR sont également susceptibles de participer à la compétition qui abandonne alors le nom de Challenge européen.

## Histoire
Le Challenge européen est une compétition de l'European Rugby Cup créée en 1996, une année après sa « grande sœur » la Coupe d'Europe. Elles sont alors les deux seules compétitions de clubs de rugby à XV en Europe. Conférence européenne à sa création, la compétition est renommée Bouclier européen en 1999 puis Challenge européen en 2002. Cette compétition est conçue comme une seconde coupe d’Europe, pour permettre notamment aux clubs de première division française et anglaise non qualifiés en Coupe d’Europe, de disputer des rencontres internationales. Le Bouclier européen était une compétition de repêchage organisée entre 2002 et 2005 pour les clubs éliminés au premier tour du Challenge européen.
Sa première édition en 1996-1997 regroupait 24 équipes d'Angleterre, de France, d'Italie, de Roumanie, d'Écosse, du Pays de Galles et d'Irlande réparties en quatre groupes de six. Pour cette première édition, la finale est française et voit le CS Bourgoin-Jallieu battre le Castres olympique sur le score de 18 à 9. Pour la saison 1997-1998, la formule change avec huit groupes de quatre équipes. Une nouvelle finale exclusivement française se déroule entre Colomiers et Agen. C’est Colomiers qui remporte de manière convaincante cette deuxième édition sur un score de 43 à 5, un an avant de s’incliner en finale de la Coupe d’Europe face à l’Ulster. En 1998-1999, la formule regroupe 21 équipes en trois groupes de sept, avec pour la première fois des équipes espagnoles et portugaises. Une fois de plus, la finale est française et voit l'AS Montferrand battre Bourgoin 35 à 16.
En 1999-2000, le Bouclier européen compte sept groupes de quatre équipes. La finale voit encore s’opposer deux clubs français, et c’est la Section paloise qui remporte le titre en battant le Castres olympique  sur le score de 34 à 21. Pour la saison 2000-2001, les 31 équipes sont réparties en sept poules de quatre et une poule de trois. C’est le club anglais des Harlequins qui soulève le trophée en battant au terme d’une finale à prolongation le RC Narbonne sur le score de 42 à 33. En 2001-2002, la compétition regroupe 32 équipes en huit groupes de quatre. Pour la première fois, deux équipes espagnoles sont en compétition. Cette édition voit pour la seconde fois s’imposer un club anglais, les Sale Sharks, face aux Gallois de Pontypridd sur le score de 25 à 22.
En 2002, une nouvelle compétition européenne voit le jour et le Bouclier européen devient le Challenge européen. Le mode de sélection des équipes est identique mais le tournoi se joue désormais en matchs aller-retour à élimination directe, sans phase de poules. Les éliminés au premier tour sont reversés dans la nouvelle compétition, qui prend le nom de Bouclier européen. Ce sont les London Wasps qui remportent l'édition 2002-2003 en battant Bath 48 à 28 pour la première finale anglo-anglaise de l’histoire. En 2003-2004, les Harlequins remportent pour la seconde fois la compétition face à l'AS Montferrand sur un score étriqué de 27 à 26. L'édition 2004-2005 est encore marquée par la domination des équipes anglaises, puisque les Sale Sharks remportent leur second trophée face à la Section paloise sur un score sans appel de 27 à 3.
En 2005, le Bouclier européen disparaît après seulement trois éditions. Le Challenge européen reprend un système de poules et, pour l'édition 2005-2006, vingt équipes sont réparties en cinq poules de quatre. Autre changement d’importance, il n’y a plus de clubs espagnols et portugais mais uniquement des clubs français, anglais, irlandais, écossais, roumains et italiens (il n’y a pas de clubs gallois car après plusieurs fusions, ils sont tous en Coupe d’Europe). Les clubs anglais ont plus que jamais la mainmise sur la compétition, puisque les quatre demi-finalistes sont tous anglais. C’est Gloucester qui remporte le trophée et ce pour sa première finale dans la compétition. La formule est reconduite en 2006-2007. En tour préliminaire de la Coupe d'Europe, c'est un club italien qui l'emporte sur un club gallois, il y a donc un club gallois présent cette année. On compte sept clubs français, six anglais, trois italiens, une équipe irlandaise, une écossaise, une galloise et une roumaine. Pour la première fois depuis 2000, la finale voit triompher un club français : l'ASM Clermont Auvergne, déjà vainqueur en 1999. C'est aussi la première fois qu'une équipe française bat une équipe étrangère en finale. Pour l'édition 2007-2008, à la suite de la disparition du troisième club écossais, les Border Reivers, la place réservée à l'Écosse est donnée au meilleur club espagnol. Comme en 2006, quatre clubs anglais participent aux demi-finales et Bath bat Worcester en finale sur le score de 24 à 16. En 2008-2009, les Northampton Saints remportent un second titre européen après la H-cup en 2000. Les Anglais se sont imposés (15-3) face au CS Bourgoin-Jallieu, qui disputait sa troisième finale dans cette compétition.
Pour la saison 2009-2010, la formule de la compétition évolue. Au premier tour, vingt clubs sont toujours répartis en cinq poules de quatre, mais seuls les premiers de chaque poule sont qualifiés pour les quarts de finale. Les troisième, quatrième, et cinquième meilleurs deuxièmes de Hcup, seront repêchés dans cette compétition, pour disputer les quarts de finale à l'extérieur.
Le 2 septembre 2020, l'European Professional Club Rugby annonce un changement de format des compétitions européennes pour la saison 2020-2021, en raison des perturbations engendrées par la pandémie de Covid-19. La Coupe d'Europe 2020-2021 revient à une formule avec 24 équipes tandis que le Challenge européen est disputé sous forme d'un phase de poule unique à 14 clubs suivie d'une phase finale à partir des huitièmes de finale, à laquelle huit clubs de Coupe d'Europe participent. Les clubs issus d'un même championnat ne peuvent pas s'affronter au cours des quatre matchs de la phase de poule.
Lors de la saison 2022-2023, la compétition change une nouvelle fois de formule: les équipes sont réparties en deux poules de dix équipes. L'année est marqué par l'éviction en octobre, avant le début de l'épreuve, des équipes anglaises des Wasps et des Worcester Warriors. L'EPCR doit alors réorganiser les rencontres et une poule est réduite à huit équipes. Par ailleurs, la compétition voit pour la première fois des équipes sud africaines concourir. Il s'agit des Lions, membre du United Rugby Championship, et des Cheetahs, invité par l'EPCR. Le nom de Challenge européen est alors abandonnée au profit de celui de Challenge Cup.
La saison 2023-2024 voit une nouvelle fois la formule se modifier: les équipes sont désormais répartis en trois poules de six. L'idée est que les clubs puissent affronter plusieurs équipes différentes tout en évitant au maximum les rencontres entre deux clubs issus d'un même championnat domestique. Ainsi, chaque équipe rencontre quatre autres équipes, une seule fois, à domicile ou à l'extérieur. Pour la première fois, une équipe géorgienne participe au tournoi. Il s'agit de la franchise du Black Lion qui est invité par l'EPCR. Par le passé, des équipes géorgiennes avait déjà participé aux compétitions qualificatives mais jamais au tournoi en tant que tel.

## Identité visuelle

Le trophée de lEPCR Challenge Cup.

En 2021, afin de se démarquer de la Champions Cup, l'EPCR adopte un nouveau logo original pour la Challenge Cup, plutôt qu'une déclinaison de celui de la Champions Cup comme jusqu'alors.

Évolution du logo
Ancien logo abandonné en 2009.
Logo de 2009 à 2014.
Logo de 2014 à 2019.
Logo de 2019 à 2021.
Logo instauré en 2021.

## Qualifications et formule
Les critères d’entrée diffèrent selon les pays. Pour la France, l’Angleterre, l'Irlande et le Pays de Galles, ce sont les équipes non qualifiées pour la Coupe d’Europe qui sont retenues.
Jusqu'en 2014 pour la France, toutes les équipes du Top 14 non qualifiées pour la H Cup iront automatiquement en Challenge européen, il en va de même pour l’Angleterre. En Italie, les quatre places sont accordées aux quatre premiers du championnat d’Italie depuis que les deux places en H-Cup sont réservées aux deux franchises italiennes évoluant en Celtic League. Enfin la Roumanie et l'Espagne qui n’ont pas de place en Coupe d’Europe envoient leur meilleure équipe en Challenge Européen. Pour l’Irlande et le Pays de Galles, ce sont les équipes de la Celtic League non qualifiées pour la Coupe d’Europe qui sont retenues. Le vainqueur de l'épreuve a droit à une place en H-Cup la saison suivante, ce qui constitue une motivation supplémentaire qui peut laisser place à un véritable spectacle au sein des matchs de ce challenge européen. 
À partir de 2014-2015, les dix-huit clubs de Top 14, de Premiership et de Pro12 non qualifiés pour la Coupe d'Europe disputeront automatiquement le Challenge européen. Les deux derniers billets sont attribués par le biais d'une compétition qualificative organisée par Rugby Europe en coordination avec l'EPCR et la Fédération Italienne de Rugby (FIR). Cette compétition voit s'affronter six clubs italiens, roumains, ibériques ou russes répartis en deux poules et se jouant sur trois journées. Les deux vainqueurs des poules atteindront la phase finale où ils joueront des barrages en matchs aller/retour contre deux clubs issus d'une première compétition qualificative pour la Challenge Cup.
Les vingt équipes qualifiées sont réparties en cinq poules de quatre. La phase de poule se joue par matchs aller-retour. À l'issue de la phase de poule, les cinq équipes classées premières de leur poule sont qualifiées pour les quarts de finale ainsi que les trois meilleures deuxièmes (de 2009 à 2014 les trois équipes supplémentaires qualifiées sont les trois meilleures équipes à l'issue de la phase de poule de la H-Cup qui ne sont pas qualifiées pour la phase finale de la H-Cup c'est-à-dire les 3e, 4e et 5e meilleur deuxièmes parmi les six poules de la H-Cup).

## Palmarès
On accède à l'article traitant d'une édition particulière en cliquant sur le score de la finale.
| Date             | Champion               | Score   | Finaliste           | Lieu                                 | Spectateurs |
| ---------------- | ---------------------- | ------- | ------------------- | ------------------------------------ | ----------- |
| 26 janvier 1997  | CS Bourgoin-Jallieu    | 18 – 9  | Castres olympique   | Stade de la Méditerranée, Béziers    | 10 000      |
| 1er février 1998 | US Colomiers           | 43 – 5  | SU Agen             | Stade des Sept Deniers, Toulouse     | 12 500      |
| 27 février 1999  | AS Montferrand         | 35 – 16 | CS Bourgoin-Jallieu | Stade de Gerland, Lyon               | 31 986      |
| 27 mai 2000      | Section paloise        | 34 – 21 | Castres olympique   | Stade des Sept Deniers, Toulouse     | 6 000       |
| 27 mai 2001      | Harlequins             | 42 – 33 | RC Narbonne         | Stade Madejski, Reading              | 10 013      |
| 26 mai 2002      | Sale Sharks            | 25 – 22 | Pontypridd RFC      | Kassam Stadium, Oxford               | 12 000      |
| 25 mai 2003      | London Wasps           | 48 – 28 | Bath Rugby          | Stade Madejski, Reading              | 18 074      |
| 22 mai 2004      | Harlequins (2)         | 27 – 26 | AS Montferrand      | Stade Madejski, Reading              | 13 123      |
| 21 mai 2005      | Sale Sharks (2)        | 27 – 3  | Section paloise     | Kassam Stadium, Oxford               | 7 230       |
| 21 mai 2006      | Gloucester Rugby       | 36 – 34 | London Irish        | The Stoop, Twickenham                | 12 053      |
| 19 mai 2007      | ASM Clermont (2)       | 22 – 16 | Bath Rugby          | Twickenham Stoop, Twickenham         | 10 134      |
| 25 mai 2008      | Bath Rugby             | 24 – 16 | Worcester Warriors  | Kingsholm Stadium, Gloucester        | 16 157      |
| 22 mai 2009      | Northampton Saints     | 15 – 3  | CS Bourgoin-Jallieu | Twickenham Stoop, Twickenham         | 9 260       |
| 23 mai 2010      | Cardiff Blues          | 28 – 21 | RC Toulon           | Stade Vélodrome, Marseille           | 48 990      |
| 20 mai 2011      | Harlequins (3)         | 19 – 18 | Stade français      | Cardiff City Stadium, Cardiff        | 12 236      |
| 18 mai 2012      | Biarritz olympique     | 21 – 18 | RC Toulon           | Twickenham Stoop, Twickenham         | 9 376       |
| 17 mai 2013      | Leinster               | 34 – 13 | Stade français      | RDS Arena, Dublin                    | 20 000      |
| 23 mai 2014      | Northampton Saints (2) | 30 – 16 | Bath Rugby          | Arms Park, Cardiff                   | 12 483      |
| 1er mai 2015     | Gloucester Rugby (2)   | 19 – 13 | Édimbourg Rugby     | Twickenham Stoop, Twickenham         | 14 316      |
| 13 mai 2016      | Montpellier HR         | 26 – 19 | Harlequins          | Parc Olympique lyonnais, Lyon        | 28 556      |
| 12 mai 2017      | Stade français         | 25 – 17 | Gloucester Rugby    | Murrayfield Stadium, Édimbourg       | 24 494      |
| 11 mai 2018      | Cardiff Blues (2)      | 31 – 30 | Gloucester Rugby    | Stade San Mamés, Bilbao              | 32 543      |
| 10 mai 2019      | ASM Clermont (3)       | 36 – 16 | Stade rochelais     | St James' Park, Newcastle            | 28 438      |
| 16 octobre 2020  | Bristol Bears          | 32 – 19 | RC Toulon           | Stade Maurice-David, Aix-en-Provence | 1 000       |
| 21 mai 2021      | Montpellier HR (2)     | 18 – 17 | Leicester Tigers    | Twickenham, Londres                  | 10 000      |
| 27 mai 2022      | Lyon OU                | 30 – 12 | RC Toulon           | Stade Vélodrome, Marseille           | 51 631      |
| 19 mai 2023      | RC Toulon              | 43 – 19 | Glasgow Warriors    | Aviva Stadium, Dublin                | 31 514      |
| 24 mai 2024      | Sharks                 | 36 – 22 | Gloucester Rugby    | Tottenham Hotspur Stadium, Londres   | 34 761      |
| 23 mai 2025      | Bath Rugby (2)         | 37 – 12 | Lyon OU             | Millennium Stadium, Cardiff          | 36 705      |

## Bilan

### Par club
| Club                   | Victoires | Finales perdues | Demi-finales perdues |
| ---------------------- | --------- | --------------- | -------------------- |
| Harlequins             | 3         | 1               | 2                    |
| ASM Clermont           | 3         | 1               | 2                    |
| Bath Rugby             | 2         | 3               | 3                    |
| Gloucester Rugby       | 2         | 3               | 1                    |
| Cardiff Rugby          | 2         | 1               | 1                    |
| Sale Sharks            | 2         | 0               | 2                    |
| Northampton Saints     | 2         | 0               | 0                    |
| Montpellier HR         | 2         | 0               | 0                    |
| RC Toulon              | 1         | 4               | 1                    |
| Stade français         | 1         | 2               | 2                    |
| CS Bourgoin-Jallieu    | 1         | 2               | 0                    |
| Section paloise        | 1         | 1               | 1                    |
| Lyon OU                | 1         | 1               | 0                    |
| Wasps                  | 1         | 0               | 3                    |
| Biarritz olympique     | 1         | 0               | 1                    |
| Bristol Bears          | 1         | 0               | 1                    |
| US Colomiers           | 1         | 0               | 0                    |
| Leinster               | 1         | 0               | 0                    |
| Sharks                 | 1         | 0               | 0                    |
| Castres olympique      | 0         | 2               | 0                    |
| SU Agen                | 0         | 1               | 2                    |
| RC Narbonne            | 0         | 1               | 2                    |
| London Irish           | 0         | 1               | 2                    |
| Worcester Warriors     | 0         | 1               | 2                    |
| Leicester Tigers       | 0         | 1               | 1                    |
| Stade rochelais        | 0         | 1               | 1                    |
| Édimbourg Rugby        | 0         | 1               | 1                    |
| Glasgow Warriors       | 0         | 1               | 0                    |
| Newcastle Falcons      | 0         | 0               | 5                    |
| Saracens               | 0         | 0               | 4                    |
| CA Brive               | 0         | 0               | 3                    |
| Connacht               | 0         | 0               | 3                    |
| Dragons RFC            | 0         | 0               | 3                    |
| Benetton Rugby Trévise | 0         | 0               | 2                    |
| Munster                | 0         | 0               | 1                    |
| USA Perpignan          | 0         | 0               | 1                    |
| Exeter Chiefs          | 0         | 0               | 1                    |
| FC Grenoble            | 0         | 0               | 1                    |
| Union Bordeaux Bègles  | 0         | 0               | 1                    |
| Scarlets               | 0         | 0               | 1                    |
| Ulster                 | 0         | 0               | 1                    |

### Par nation
| Nation         | Victoires | Finales perdues | Demi-finales perdues |
| -------------- | --------- | --------------- | -------------------- |
| Angleterre     | 13        | 10              | 27                   |
| France         | 12        | 16              | 18                   |
| Pays de Galles | 2         | 1               | 5                    |
| Irlande        | 1         | 0               | 5                    |
| Afrique du Sud | 1         | 0               | 0                    |
| Écosse         | 0         | 2               | 1                    |
| Italie         | 0         | 0               | 2                    |

## Statistiques
- Plus grand nombre de victoires en finale : 3 (Harlequins, ASM Clermont Auvergne)
- Plus grand nombre de participations à une finale : 5 RC Toulon (2010, 2012, 2020, 2022, 2023) et Gloucester Rugby (2006, 2015, 2017, 2018, 2024)
- Plus large écart de points en finale : 38 (US Colomiers 43-5 SU Agen, en 1998)
- Plus grand nombre de points marqués en finale : 76 (London Wasps 48-28 Bath Rugby en 2003)
- Plus faible écart de points en finale : 1 (Harlequins 27-26 AS Montferrand en 2004, Harlequins 19-18 Stade français en 2011, Cardiff Blues 31-30 Gloucester Rugby en 2018 et Montpellier HR 18-17 Leicester Tigers en 2021)
- Plus petit nombre de points marqués en finale : 18 (Northampton Saints 15-3 CS Bourgoin-Jallieu, en 2009)

## Couverture télévisuelle

### En France
Depuis le début de la saison 2006-2007, France 4 diffuse un match par tour de compétition. Il est généralement commenté par Laurent Bellet, accompagné d'un consultant de France.tv Sport : Jérôme Cazalbou (2006-2018), Raphaël Ibañez ou Sylvain Marconnet (2018-2019) puis Benjamin Kayser (depuis 2019).
À partir de 2014 et la création de l'European Rugby Challenge Cup, beIN Sports diffuse deux à trois matchs par journée dont un est en co-diffusion avec la chaîne publique France 4. En 2021, la finale est diffusée sur France 3.